# 中國東方航空集團
中国东方航空集团有限公司，简称东航集团，是一家总部位于上海市的中华人民共和国中央企业，与中国航空集团、中国南方航空集团合称中国三大航空集团。

## 历史
1987年11月28日，中国民航局批准民航上海局政企分开，分别设立地区管理局、中国东方航空公司和上海虹桥国际机场。1988年1月1日，中国东方航空公司开始内部试运行，同年6月25日正式成立。
1990年，民航局将下属山东省局、安徽省局、江西省局并入东航管理，改组为分公司。1991年，东航被列为第一批55家试点企业集团之一。中国东方航空集团于1993年2月27日核准设立，是中国民航首家成立的大型航空运输集团。1994年，中国东方航空公司重组，分设承担投资管理职能的东方航空集团公司和经营航空主业的中国东方航空股份有限公司。1997年，中国东方航空股份有限公司在香港、纽约和上海三地上市，成为中国首家在香港、纽约和上海三地上市的航空公司。
2002年10月11日，根据国务院批复精神，原东航集团兼并中国西北航空，联合云南航空，重新组建中国东方航空集团公司。重组后的东航集团不再隶属民航总局，改为中共中央企业工作委员会（2003年改组为国务院国有资产监督管理委员会）管理。
2017年12月30日，根据国家有关国有企业公司制改制工作部署，中国东方航空集团公司完成公司制改制，企业名称更名为“中国东方航空集团有限公司”，由全民所有制企业改制为国有独资企业。
2020年10月12日，东航集团与国务院国有资产监督管理委员会、全国社会保障基金理事会、国寿投资控股有限公司、上海久事（集团）有限公司、中国国新资产管理有限公司与中国旅游集团有限公司共同签署增资协议，合计获得增资人民币310亿元。东航集团成为第一家实行股权多元化改革的中央企业。

## 组织架构
根据相关规定，中国东方航空集团设置下列内设机构，并持有如下企业：

### 内设机构
- 办公室
- 董事会办公室（研究室）
- 组织部（统战部）
- 党群部（企业文化部）
- 规划部
- 财务部
- 人力部
- 安监部
- 法律部
- 审计部（追责办）
- 保卫部
- 巡视（巡察）办
- 运管部
- 飞管部
- 工程部

### 全资子公司
- 东航资产投资管理有限公司
- 东航金控有限责任公司
- 东航实业集团有限公司

### 控股子公司
- 中国东方航空股份有限公司
- 东方航空物流股份有限公司
- 东方航空食品投资有限公司
- 东方航空进出口有限公司
- 东方航空传媒股份有限公司
- 东航集团财务有限责任公司
- 东航国际融资租赁有限公司

## 历任领导

### 中国东方航空公司时期
| 总经理 - 袁桃园（1987年12月至1990年12月） - 王立安（1990年12月至1996年12月） - 李仲明（1996年12月至1997年7月） | 党委书记 - 王立安（1987年12月至1990年12月） - 富允弼（1994年6月至1996年12月） |

### 东方航空集团公司时期
| 总裁 - 王立安（1990年12月至1996年12月） - 李仲明（1997年7月至2001年4月） - 叶毅干（2001年4月至2002年9月） | 党委书记 - 富允弼（1996年12月至1999年12月） - 李仲明（1999年12月至2001年4月） - 叶毅干（2001年4月至2002年9月） |

### 集团重组后
| 董事长 - 刘绍勇（2016年12月至2022年7月） - 王志清（2023年10月至今） 总经理 - 叶毅干（2002年9月至2004年8月） - 李丰华（2004年8月至2008年12月） - 刘绍勇（2008年12月至2016年12月） - 马须伦（2016年12月至2019年1月） - 李养民（2019年1月至2024年9月） - 刘铁祥（2024年9月至2025年8月） | 党组（党委）书记 - 李文新（2002年9月至2006年8月） - 李军（2006年8月至2011年10月） - 马须伦（2011年10月至2016年12月） - 刘绍勇（2016年12月至2022年7月） - 王志清（2023年10月至今） |

## 外部連結
- 官方网站